# Maxillaria poicilothece
Maxillaria poicilothece är en orkidéart som beskrevs av Rudolf Schlechter. Maxillaria poicilothece ingår i släktet Maxillaria och familjen orkidéer. Inga underarter finns listade i Catalogue of Life.